# Juan Carlos Osorio
Juan Carlos Osorio Arbeláez (ur. 8 czerwca 1961 w Santa Rosa de Cabal) – kolumbijski piłkarz występujący na pozycji pomocnika, trener piłkarski.

## Kariera
Osorio urodził się w kolumbijskim mieście Santa Rosa de Cabal, położonym w departamencie Risaralda. Podczas kariery piłkarskiej występował na pozycji pomocnika w zespole Deportivo Pereira z siedzibą w Pereirze, leżącej nieopodal jego rodzinnego Santa Rosa.
W późniejszym czasie Osorio wyemigrował do Stanów Zjednoczonych, gdzie w 1990 ukończył naukę na Southern Connecticut State University. W latach 1998–1999 pracował jako asystent trenera w drugoligowym klubie piłkarskim Staten Island Vipers. Po rozwiązaniu zespołu dołączył do sztabu szkoleniowego występującej w Major League Soccer drużyny MetroStars z siedzibą w Nowym Jorku, gdzie pełnił funkcję asystenta ekwadorskiego szkoleniowca Octavio Zambrano. W 2000 roku zajął z MetroStars pierwsze miejsce w rozgrywkach wschodniej konferencji MLS.
W czerwcu 2001 Osorio został ściągnięty przez Kevina Keegana do angielskiego Manchesteru City. W nowym klubie objął posadę trenera przygotowania fizycznego i asystenta. Podczas pięcioletniego pobytu w Anglii uzyskał dyplom uczelni Liverpool John Moores University, nadaną przez The Football Association licencję UEFA „A”, a także certyfikat trenerski KNVB.
W 2006 Osorio rozpoczął samodzielną pracę trenerską, obejmując funkcję szkoleniowca kolumbijskiego klubu Millonarios FC z siedzibą w stołecznej Bogocie. W sumarycznej tabeli rozgrywek ligowych 2006 zajął z nim piątą pozycję, kwalifikując się do turnieju Copa Sudamericana 2007. Trenerem Millonarios był do ostatniej kolejki sezonu Apertura 2007, który zespół zakończył na czwartym miejscu.
Latem 2007 Osorio został zatrudniony w amerykańskiej drużynie Chicago Fire, zajmującej na półmetku sezonu ostatnie miejsce w łącznej tabeli Major League Soccer. Kolumbijczyk zdołał poprowadzić zespół do siódmego, premiowanego udziałem w play-offach. Tam odpadł po przegranym 0:1 spotkaniu w finale konferencji wschodniej z New England Revolution. Po kilku miesiącach pracy, 10 grudnia 2007, zrezygnował ze stanowiska z powodów osobistych i został zastąpiony przez Kostarykanina Denisa Hamletta.
Już parę dni później, 18 grudnia, podpisał umowę ze swoim byłym nowojorskim klubem, występującym pod nazwą New York Red Bulls. Zespoły Chicago Fire i Red Bulls porozumiały się w kwestii odszkodowania za zatrudnienie szkoleniowca. W swoim pierwszym sezonie w drużynie, 2008, wywalczył mistrzostwo konferencji zachodniej (w decydującym meczu 1:0 z Real Salt Lake), po czym w finale Major League Soccer, MLS Cup, przegrał 1:3 z Columbus Crew, zapewniając sobie tytuł wicemistrza kraju. W kolejnych rozgrywkach, 2009, Osorio osiągnął w Red Bulls jeden z najgorszych wyników w historii ligi MLS, notując dwa zwycięstwa, cztery remisy i czternaście porażek. Także w Lidze Mistrzów CONCACAF 2009/2010 został wyeliminowany już w rundzie wstępnej przez trynidadzki zespół W Connection. Zrezygnował z pracy jeszcze przed zakończeniem sezonu, 21 sierpnia 2009.
Wiosną 2010 Osorio powrócił do ojczyzny, gdzie objął drużynę Once Caldas. W jesiennych rozgrywkach Finalización 2010 wywalczył z nią mistrzostwo Kolumbii, pokonując w dwumeczu finałowym Deportes Tolima łącznym wynikiem 4:3 (1:2, 3:1). Zapewniło to zespołowi z miasta Manizales udział w Copa Libertadores 2011, gdzie odpadł on po przegranych ćwierćfinałach z brazylijskim Santosem FC. 2 lutego 2011 Osorio został oficjalnie mianowany nowym selekcjonerem reprezentacji Hondurasu, jednak zgody na nową pracę szkoleniowca nie wyraził zarząd klubu Once Caldas, z którym obowiązywał go kontrakt do grudnia 2011.
13 listopada 2011 ogłoszono podpisanie przez 50-letniego Kolumbijczyka umowy z meksykańską drużyną Puebla FC, która zaczęła obowiązywać od stycznia 2012. W nowym klubie Osorio zastąpił Sergio Bueno, natomiast jego asystentem został Joel Sánchez. W grudniu 2011 był jednym z głównych kandydatów na przejęcie funkcji selekcjonera reprezentacji Kolumbii, po zwolnieniu z tego stanowiska Leonela Álvareza. W marcu 2012 zrezygnował z pracy w Puebli po odniesieniu z tą drużyną dwóch zwycięstw, dwóch remisów i siedmiu porażek w jedenastu spotkaniach.
W maju 2012 powrócił do ojczyzny, zostając trenerem Atlético Nacional z siedzibą w mieście Medellín. W maju 2015 roku został zakontraktowany przez brazylijskie São Paulo FC, a jego oficjalny debiut miał miejsce 6 czerwca 2015 w domowym meczu przeciwko Grêmio (wygrana 2-0). W październiku 2015 został selekcjonerem reprezentacji Meksyku.